# Ласо, Арнольд фон
Арнольд Константин Петер Франц фон Ласо (Лазо) (нем. Arnold von Lasaulx; 14 июня 1839, Кастеллаун — 25 января 1886, Бонн) — немецкий геолог, минералог, петрограф, вулканолог, педагог, профессор геологии и минералогии в университетах Бреслау, Киля и Бонна. Доктор философии.

## Биография
С 1861 года изучал геологию в Боннском университете, окончил Берлинский университет. В 1862 году стал членом студенческой корпорации.
В 1869 году защитил докторскую диссертацию. С 1875 года — доцент университета Бреслау. В 1880 году перешёл на работу в Кильский университет. Шесть последних лет жизни читал лекции в Бонне.

## Научная деятельность

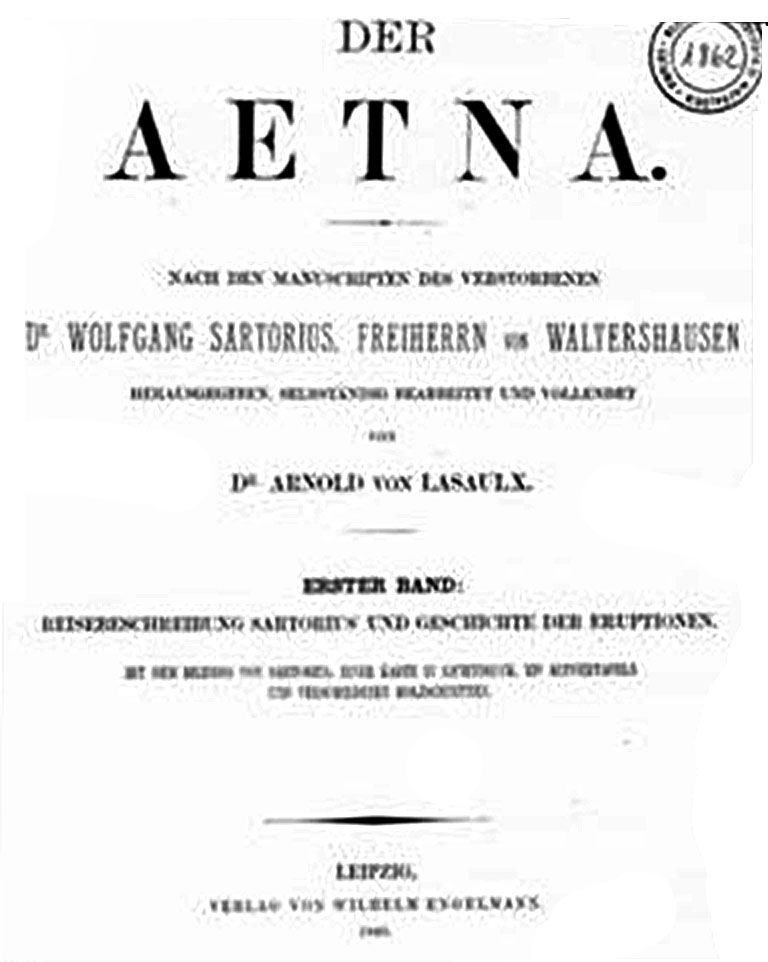
Титульный лист труда «Der Aetna». («Этна», 1880 г.

Известен исследованиями в области минералогии и кристаллографии, был одним из первых специалистов по микроскопической петрографии. В 1878 году описал вулканические породы районов Саара и Мозеля.
Изобрёл один из сейсмометров, линзу, используемую в микроскопе для исследования анизотропных объектов в поляризованном свете.
В 1872 году открыл минерал арденит (вместе с Беттендорфом) и разновидность кварца — меланофлогит.

## Избранные сочинения
- "Petrographische Studien an den vulkanischen Gesteinen der Auvergn"e (Штутгарт, 1868-71);
- «Das Erdbeben von Herzogenrath» vom 22. 1873 (Бонн, 1874);
- «Elemente der Petrographie» (Бонн, 1875);
- «Über vulkanische Kraft» (в соавт. 1875);
- Das Erdbeben von Herzogenrath vom 24. 1877 (Бонн, 1878);
- «Aus Irland. Reiseskizzen und Studien» (1878);
- «Sicilien, ein geogr. Characterbild» (1879);
- «Der Aetna» (обработал неоконченное в рукописи сочинение Сарториуса фон-Вальтерсгаузена, 1880, дополнив его собственными наблюдениями);
- «Die Bausteine des Kölner Doms» (Бонн, 1882);
- Irland und Sizilien (Берлин, 1883);
- Wie das Siebengebirge entstand (1884);
- «Einführung in die Gesteinslehre» (1886).